# Cesária Évora
Cesária Joana Évora (ur. 27 sierpnia 1941 w Mindelo, zm. 17 grudnia 2011 na São Vicente) – kabowerdeńska piosenkarka, wykonująca mornę, nazywana często „Bosonogą divą” ze względu na swój zwyczaj występowania bez obuwia.

## Życiorys
Cesária Évora była córką kucharki, jedną z siedmiorga rodzeństwa. Po śmierci ojca, jako 10-letnie dziecko, trafiła do sierocińca pod opiekę sióstr zakonnych. Po dwóch latach nauki gotowania i szycia rzuciła naukę i w wieku 16 lat zaczęła występować w portowych barach w swoim rodzinnym mieście Mindelo. Wtedy też zarejestrowała pojedyncze nagrania dla radia. W 1975 przestała występować po paśmie niepowodzeń. Po pewnym czasie powróciła do muzyki, by nagrać dwie płyty: zbiorową, w Portugalii, wraz z innymi piosenkarkami z Republiki Zielonego Przylądka, oraz solową. Obie pozostały bez dużego rozgłosu.
W 1986 w Lizbonie poznała Francuza i mieszkańca Wysp Zielonego Przylądka, José da Silva, przyszłego agenta i producenta, który zaprosił 47-letnią artystkę do Paryża. Dwa pierwsze albumy: La Diva aux pieds nus (1988) i Distino di Belita (1990), stanowiły próbę zaistnienia na rynku. Kolejny, Mar Azul (1991), był pierwszym całkowicie akustycznym, po jego wydaniu zrodziło się określenie „Bosonoga diva”. Trzeci album (1992), z tytułową piosenką Miss Perfumado i Sodade, sprzedał się w dziesiątkach tysięcy egzemplarzy, zdobywając złotą płytę. Po jego wydaniu zaśpiewała recital w paryskiej Olympii. Wkrótce potem ukazały się kolejne albumy: Cesária (1995) i Cabo Verde (1997), obydwa były nominowane do nagrody Grammy, a Évora uznana została za muzyczne odkrycie lat dziewięćdziesiątych. Po tym sukcesie podpisała nowe kontrakty z BMG France, dla którego nagrała albumy Café Atlantico i Sâo Vicente di Longe.
Cesária Évora wzięła udział w nagraniu muzyki do filmów: Bésame mucho w filmie Wielkie nadzieje Alfonso Cuaróna (1998) i Ausencia w filmie Underground Emira Kusturicy. Sama pojawiła się w epizodycznej roli matki młodego mieszkańca Wysp Zielonego Przylądka w filmie Pola Cruchtena Black Dju i w kilkuminutowej sekwencji w O Testamento do Senhor Napomuceno Francesca Manso. Śpiewała także w duetach, m.in. z Teofilo Chantre (Cabo Verde), Eleftherią Arvanitaki, Tanią Libertad, Adriano Celentano, Bernardem Lavilliers, a także, na życzenie Cesárii, z Charles’em Aznavourem. Chęć wspólnego zaśpiewania z Cesárią wyraziła nawet Madonna. Największy rozgłos zyskał utwór śpiewany w duecie z Salifem Keïtą na płycie Moffou – Yamore. Wydane także zostały remiksy jej piosenek – Club Sodade. W 2000 nagrała utwór „Embarcacao”, wraz z polską wokalistką Kayah, wydany na płycie YakaYaKayah. Na wydanym w 2006 roku albumie „Rogamar”, artystka zamieściła piosenkę nagraną w duecie z Dorotą Miśkiewicz „Um Pincelada” („Muśnięcie Pędzlem”).
W 2004 jej kolejne płyty otrzymały status złotych i platynowych. Płyta Voz d’Amor (Głos miłości) zdobyła nagrodę Grammy w kategorii World Music. W 2004 Évora otrzymała nagrodę Victoires de la Musiques i Medaille des Arts et de la Litterature. Ostatnia płyta Cesárii, Rogamar (2006), potwierdza przywiązanie artystki do muzycznej tradycji jej kraju i jej pozycję w artystycznym świecie w gatunku World Music. Na początku 2007 płyta została nominowana do Victoires de la Musique.
Cesária wspierała młodych muzyków z Wysp Zielonego Przylądka oraz finansowała ich koncerty. Brała także aktywny udział w muzycznych przedsięwzięciach, mających zwrócić uwagę świata na problemy m.in. Afryki. Wzięła udział w nagraniach takich płyt jak Drop The Debt (2002, w apelu o anulowanie długów najuboższych krajów świata), RedHot+Rio (nagrana w celu pomocy w walce z AIDS), Gaïa (promującą ochronę środowiska naturalnego), Crianças di terra (promującą budowę wiosek dziecięcych). W marcu 2003 Cesária Évora jako pierwsza piosenkarka została ambasadorem Światowego Programu Żywnościowego przy ONZ.
Cesária była przywiązana do Cabo Verde i Mindelo, zarówno w życiu, jak i na scenie wykazywała się skromnością i spontanicznością. Śpiewała wyłącznie po kreolsku (w dialekcie z São Vicente) lub po portugalsku (z wyjątkiem Besame mucho, na potrzeby filmu). Miała zasadę, że nigdy nie bisuje dwa razy. Identyfikowała się z tytułową „kobietą z wysp” (Amdjer de nos terra), z płyty Voz d’Amor.
W 2010 dała serię koncertów, z których ostatni odbył się 8 maja. Dwa dni później, po zawale serca przeszła operację w Paryżu. Pod koniec września 2011 ogłosiła, że kończy karierę z powodu złego stanu zdrowia.
Cesária Évora zmarła 17 grudnia 2011 z powodu niewydolności oddechowej i nadciśnienia tętniczego.

## Dyskografia
- La Diva aux pieds nus (1988)
- Distino di Belita (1990)
- Mar Azul (1991)
- Miss Perfumado (1992)
- Sodade, les plus belles mornas de Cesária (1994)
- Cesária (1995)
- Cabo Verde (1997)
- Café Atlantico (1998) – złota płyta w Polsce[6]
- São Vicente di Longe (2001)
- Cesária Évora Anthology (2002)
- Live in Paris (DVD, 2002)
- Voz d’amor (2003) – złota płyta w Polsce[6]
- Club sodade • Cesária Évora by... (2003)
- Live d’amor (DVD, 2004)
- Rogamar (2006) – złota płyta w Polsce[7]
- Nha Sentimento (2009) – platynowa płyta w Polsce[8]

## Wideografia
- Lusafrica (VHS, 1995)
- Cesária Évora (Arte, 2000)
- Cesária Évora Live in Paris Lusafrica (BMG, 2002)
- Live d’Amor au Grand Rex (BMG, 2004)

## Odznaczenia
- Krzyż Wielki Orderu Infanta Henryka – 1999, Portugalia[9]
- Medal I klasy Orderu Wulkanu – 2006, Republika Zielonego Przylądka[10]
- Kawaler Legii Honorowej – 2009, Francja[11]
- Order Zasługi dla Kultury – 2010, Brazylia[12]